# Черепаха Штейнеґера
Черепаха Штейнеґера (Trachemys stejnegeri) — вид черепах з роду Червоновухі черепахи родини Прісноводні черепахи. Має 3 підвиди. Отримала назву на честь норвезько-американського зоолога Леонарда Штейнеґера. Інша назва «пуерториканська червоновуха черепаха».

## Опис
Загальна довжина карапаксу досягає 24—27,3 см. Спостерігається статевий диморфізм: самиці більші за самців. Голова невелика. Карапакс широкий, плаский, з невеликим кілем посередині. Пластрон доволі плаский.
На сіро—оливкових голові, шиї і лапах є білі поздовжні смуги. Карапакс чорно—коричневого кольору з вузькою жовтою облямівкою по краю. Пластрон повністю жовтий, або з темним малюнком. На крайових щитках можуть бути блідо—оливкові окружності.
Підвиди розрізняють за карапаксом та забарвленням. У trachemys stejnegeri stejnegeri- карапакс подовжений, помірно куполоподібний. Шкіра коричнева або коричнево—оливкова, частково плямиста. Візерунок на пластроні займає більшу частину поверхні щитків. У trachemys stejnegeri vicina шкіра сірувато—оливкова. Візерунок на пластроні розташовується тільки уздовж швів. Іноді є «оченята» на щитках. У trachemys stejnegeri malonei карапакс овальний, еліпсоподібний, високий й куполоподібний. Шкіра сіра або маслинова. Пластрон чисто—жовтий або з темним візерунком уздовж швів, іноді присутні темні плями на горлових щитках.

## Спосіб життя
Полюбляє прісні і солонуваті водойми, іноді перебуває у тимчасових дощових калюжах. Живиться рибою, молюсками, ракоподібними, комахами.

## Розмноження
Під час залицянь самець пливе перед самицею і лоскоче її підборіддя довгими кігтями. Успіх парування залежить від кількості опадів у даному році. Спаровуються в період з квітня по липень. Гніздо — замаскована округла ямка глибиною в центрі 63—77 мм і близько 10 см у діаметрі. Самиця відкладає 10—14 білих подовжених яєць з м'якою шкаралупою розміром 38—48x22—31 мм. Інкубаційний період триває 57—79 днів. Черепашенята з'являються у серпні і відразу ж рухаються до води. Вони мають довжину 31—35 мм і яскравіше забарвлені, ніж дорослі особини. За сезон буває до 3 кладок.

## Розповсюдження
Мешкає о. Великий Інагуа (Багамські острови), о. Нью-Провіденс, о. Гаїті, Пуерто-Рико.

## Підвиди
- Trachemys stejnegeri stejnegeri
- Trachemys stejnegeri malonei
- Trachemys stejnegeri vicina